# USS Sea Robin (SS-407)
Za druga plovila z istim imenom glejte USS Sea Robin.
USS Sea Robin (SS-407) je bila jurišna podmornica razreda balao v sestavi Vojne mornarice Združenih držav Amerike.
Med drugo svetovno vojno je podmornica opravila 3 bojne patrulje.
Kot prva ameriška podmornica je leta 1947 obplula Cape Horn.